# 佐藤雄三
佐藤雄三（日语：／ Satō Yūzō，1960年2月19日—），日本男性動畫演出家、動畫導演、作畫監督。出身於廣島縣福山市。

## 來歷、人物
佐藤雄三在三麗鷗、STUDIO GALLOP（現GALLOP）工作後，加入MADHOUSE。代表作有《YAWARA！》、《MONSTER》、《鬥牌傳說赤木 ～降臨黑暗的天才～》、《賭博默示錄》系列等。
其同事則是另外一個人。

## 參加作品

### 電視動畫
1981年
- 怪博士與機器娃娃 (1981年版)（原畫）

1982年
- 大口妹（日语：あさりちゃん）（原畫）
- 戰鬥裝甲薩芬格爾（原畫）

1983年
- 子鹿物語 THE YEARLING（日语：子鹿物語）（原畫）

1984年
- 名偵探福爾摩斯（—1985年，原畫）

1985年
- 搞怪拍檔（作畫監督、特別人物設定）

1989年
- 森林大帝 (1989年版)（作畫監督）
- YAWARA！（作畫監督）

1992年
- 緞帶魔法姬（分鏡）

1994年
- 美少女戰鬥隊（原畫）

1998年
- 庫洛魔法使（—2000年，分鏡、原畫）
- 婆娑羅（分鏡）
- 頭文字D（分鏡）

1999年
- 徽章戰士（分鏡）
- 亞歷山大戰記（佈局總導演、動畫角色）
- 週刊故事樂園（日语：週刊ストーリーランド）（第11回B章節「3種願望」角色&作畫監督）

2000年
- 幻影死神 Boogiepop Phantom（分鏡、演出）
- 櫻花大戰TV（分鏡、演出、作畫監督）
- 科學小飛喵（—2001年，分鏡）
- 第一神拳（—2002年，分鏡、演出、原畫）

2001年
- 青春草莓蛋（分鏡）
- 漫畫派對（分鏡）
- 七虹香電擊作戰（分鏡）
- 神奇寶貝 雷公雷的傳說（原畫、OP動畫）
- X（—2002年，分鏡）

2002年
- 迷糊天使（導演[注 1]、分鏡、演出）
- 馭龍少年（—2003年，分鏡）

2003年
- 成惠的世界（分鏡）
- STRATOS 4（日语：ストラトス・フォー）（分鏡）
- 第一神拳 Champion Road（原畫）
- TEXHNOLYZE（日语：TEXHNOLYZE）（分鏡、原畫）
- 銃墓（分鏡）

2004年
- 極道鮮師（導演、分鏡、演出）
- A15系列（變身3部作）
  - 超變身角色扮演前傳（分鏡）
  - LOVE♥LOVE？（分鏡）
- Legendz 龍王甦醒傳說（分鏡）
- MONSTER（—2005年，分鏡、演出、原畫）
- 雙戀（分鏡）
- 薔薇少女（原畫）
- 大家的歌（日语：みんなのうた）「月之華爾滋（日语：月のワルツ）」（作畫[1]）

2005年
- 草莓100%（OP原畫）
- 鬥牌傳說赤木 ～降臨黑暗的天才～（—2006年，導演、分鏡、演出）

2006年
- 犬神！（分鏡）
- 獸爪（日语：ケモノヅメ）（原畫）
- 牙 -KIBA-（日语：牙 (アニメ)）（分鏡）
- NANA（第2期OP原畫）
- 奏光之Strain（OP分鏡）

2007年
- 死亡筆記本（分鏡）
- CLAYMORE（分鏡監修、OP分鏡&演出&作畫）
- 火箭女孩（分鏡）
- Saint Beast 四聖獸 ～光陰敘事詩天使譚～（日语：セイント・ビースト）（原畫）
- 魯邦三世：霧之迷（日语：ルパン三世 霧のエリューシヴ）（分鏡）
- 賭博默示錄（—2008年，導演、分鏡、演出）

2008年
- 水晶之焰（日语：クリスタル ブレイズ）（分鏡）
- 狂亂家族日記（分鏡）
- ONE OUTS（—2009年，導演、分鏡、演出、動作作畫監督）

2009年
- 寶石寵物（原畫）

2010年
- 奇蹟少女KOBATO.（分鏡、演出）
- 鋼鐵人（日语：アイアンマン (2010年のアニメ)）（導演、分鏡）

2011年
- 賭博默示錄 破戒錄篇（導演）

2012年
- HUNTER×HUNTER (2011年版)（分鏡）
- 戰國Collection（分鏡）
- 王者天下（分鏡）

2013年
- BROTHERS CONFLICT（分鏡）
- 偵探歌劇 少女福爾摩斯（分鏡）
- 鑽石王牌（—2015年，分鏡、分鏡監修、第3期OP分鏡&演出）

2014年
- 魔法戰爭（導演[2]、分鏡、演出）
- 未來卡片 戰鬥夥伴（分鏡）
- 寄生獸 生命的準則（分鏡）
- 遊☆戲☆王ARC-V（分鏡）

2015年
- 死亡遊行（分鏡）
- 鑽石王牌 -SECOND SEASON-（—2016年，分鏡、分鏡監修、作畫監督、第2期OP分鏡）
- 未來卡片 戰鬥夥伴100（分鏡）

2016年
- JOKER GAME（分鏡）
- 甲鐵城的卡巴內里（分鏡）
- D.Gray-man HALLOW（分鏡）

2017年
- 新撰組鎮魂歌（日语：ちるらん にぶんの壱）（分鏡）
- 漫威未來復仇者聯盟（日语：マーベル フューチャー・アベンジャーズ）（—2018年，導演、分鏡、OP分鏡&演出、ED分鏡&演出）

2018年
- 進擊的巨人 Season 3（分鏡）
- 中間管理錄利根川（分鏡、導演補佐）

2019年
- Z/X Code reunion（分鏡）

2020年
- ARP Backstage Pass（分鏡）

2021年
- 比方說，這是個出身魔王關附近的少年在新手村生活的故事（OP分鏡&演出）
- 名偵探柯南（分鏡）

2022年
- 秘密內幕 ～女警的反擊～（導演[3]、分鏡、OP分鏡&演出、ED分鏡&演出）

2023年
- AI電子基因（導演[4]、分鏡、ED分鏡&演出）

2024年
- 戰國妖狐 救世姐弟篇（分鏡）
- 殺手寓言（分鏡）
- 戰國妖狐 千魔混沌篇（分鏡）
- 一兆＄遊戲（—2025年，導演[5]、分鏡、OP分鏡&演出）
- 泡泡糖忍戰（—2025年，分鏡）

### 電影動畫
1984年
- 阿信（原畫）

1985年
- 妖精弗洛倫斯（日语：妖精フローレンス）（原畫）

1991年
- 福星小子：聖水奇緣（日语：うる星やつら いつだってマイ・ダーリン）（原畫）

1992年
- YAWARA！ 上吧！懦怯的孩子們！（原畫）

1993年
- 獸兵衛忍風帖（原畫）
- 星星的軌道（日语：お星さまのレール）（原畫）

1994年
- （分鏡、作畫監督）

1995年
- 安妮的日記（作畫監督補）

1996年
- 劇場版 X（原畫）

1998年
- ウルトラニャン2 ハッピー大作戦（日语：ウルトラニャン）（原畫）
- 劇場版 神奇寶貝：超夢的逆襲（原畫）

1999年
- 秋葉原電腦組：2011年的暑假（原畫）
- 烏龍派出所：史上最惡爆彈大作戰！（分鏡）

2000年
- 劇場版 亞歷山大戰記（佈局總作畫監督、動畫人物、演出）
- 劇場版 庫洛魔法使：被封印的卡片（原畫）
- 劇場版 幸運女神（原畫）

2002年
- WXIII 機動警察（原畫）
- 劇場版 神奇寶貝：水都的守護神 拉帝亞斯與拉帝歐斯（原畫）
- 帕盧姆之樹（原畫）

2003年
- 劇場版 神奇寶貝：七夜的許願星 基拉祈（原畫）

2004年
- 麵包超人：夢貓王國的喵咪（日语：それいけ!アンパンマン 夢猫の国のニャニイ）（原畫）
- 劇場版 火影忍者：大活劇！雪姬忍法帖!!（原畫）

2005年
- 劇場版 火影忍者：大激突！夢幻的地底遺跡（原畫）

2006年
- 劇場版 神奇寶貝：神奇寶貝保育家與蒼海的王子 瑪納霏（原畫）
- 劇場版 火影忍者：大興奮！三日月島上的動物騷亂（分鏡、原畫）
- 勇者物語（原畫）

2007年
- 劇場版 火影忍者疾風傳（原畫）
- 琴之森（分鏡）

2008年
- 劇場版 火影忍者疾風傳：牽絆（原畫）
- 麵包超人：妖精琳琳的秘密（原畫）
- 空中殺手 The Sky Crawlers（原畫）

2009年
- 劇場版 神奇寶貝：阿爾宙斯 超克的時空（原畫）
- 麵包超人：達旦旦和雙子星（日语：それいけ!アンパンマン だだんだんとふたごの星）（原畫）

2010年
- 麵包超人：黑鼻子與魔法之歌（日语：それいけ!アンパンマン ブラックノーズと魔法の歌）（原畫）

2011年
- 麵包超人：可可林與奇跡之星大救援（日语：それいけ!アンパンマン すくえ! ココリンと奇跡の星）（原畫）

2012年
- 劇場版 神奇寶貝：酋雷姆VS聖劍士 凱路迪歐（原畫）

2013年
- 劇場版 HUNTER×HUNTER：緋色的幻影（導演、分鏡）
- 劇場版 HUNTER×HUNTER：最終任務（分鏡）
- 麵包超人：跳躍吧！希望的手绢（日语：それいけ!アンパンマン とばせ! 希望のハンカチ）（原畫）
- 劇場版 神奇寶貝：神速的蓋諾賽克特 超夢覺醒（原畫）

2014年
- THE LAST -NARUTO THE MOVIE-（原畫）
- 麵包超人：蘋果小子和大家的願望（日语：それいけ!アンパンマン りんごぼうやとみんなの願い）（原畫）

2015年
- BORUTO -NARUTO THE MOVIE-（分鏡）
- 麵包超人：咪嘉和魔法神燈（日语：それいけ!アンパンマン ミージャと魔法のランプ）（原畫）

2018年
- 窈窕淑女 後篇 ～花樣的東京大浪漫～（分鏡）

2021年
- 麵包超人：軟綿綿與雲之國（原畫）

### OVA
1987年
- 極速狂飆（日语：バリバリ伝説）（作畫監督補佐）
- TO-Y（日语：TO-Y）（原畫）
- MAPS 傳說的徘徊星人們（日语：マップス (OVA)#1987年（学研）版）（原畫）
- Good Morning 艾爾媞亞（日语：Good Morningアルテア）（原畫）

1988年
- 渾身是膽（日语：風を抜け!）（原畫）

1990年
- 惡魔人 妖鳥死麗濡篇（原畫）
- 魔物獵人妖子（原畫）

1993年
- A-Girl（原畫）
- 輾轉難眠的江戶！（日语：お江戸はねむれない!）（原畫）
- 銃夢（原畫）
- 人魚之傷（原畫）

1994年
- 東京巴比倫2（原畫）
- 魔物獵人妖子5 光陰霸王之亂（人物設定、作畫監督）

1995年
- 紺碧艦隊（原畫）
- 神秘的世界（原畫）
- 生化獵人（日语：バイオ・ハンター）（導演）

1996年
- 宇宙戰艦山本洋子（原畫）
- 鐵腕女警（原畫）

1997年
- VAMPIRE HUNTER The Animated Series（作畫監督）

2003年
- Di Gi Charat劇場 就交給初子吧！（演出）

2004年
- 炎之蜃氣樓 ～水畔的叛逆者～（OP原畫）

2005年
- 最終兵器少女 Another love song（原畫）

2007年
- CLAMP IN WONDERLAND2（日语：CLAMP IN WONDERLAND）（原畫）

2009年
- 厄夜怪客VII（演出）

2010年
- ToHeart2 adnext（原畫）

### 網路動畫
- 月出之戰（日语：ムーンライズ）（2025年，分鏡）

## 腳註

## 相關項目
- 日本動畫師列表（日语：アニメ関係者一覧）
- MADHOUSE
- 淺香守生

## 外部連結
- ，存于 （日語）
- （日語）